# Karina z Ankary
Święta Karina z Ankary,  Kassyna (zm. 363) – męczennica Kościoła katolickiego i Cerkwi prawosławnej.

## Biografia
Żyła w IV wieku w Ankarze. 
Wraz z mężem Melazypem (Melasippus) i trzynastoletnim synem Antoniuszem (Antonius) została zabita za wyznawanie chrześcijańskiej wiary.
W 363 roku, w Ankarze, poddano całą trójkę torturom. Najpierw znęcano się nad Kariną i Melazypem zmuszając ich syna do oglądania męki rodziców. Mimo to Antoniusz nie wyparł się wiary. Ścięto mu głowę. Tradycja głosi że niezłomność męczenników spowodowała nawrócenie na chrześcijańską wiarę czterdziestu innych osób, młodych mężczyzn. Wyznali oni wiarę i również zostali straceni.
Kościół katolicki wspomina Karinę 7 listopada w martyrologium. W menologiach również występuje pod tym samym dniem.